# نادي لوكارنو
نادي لوكارنو هو نادي كرة قدم سويسري أٌسس عام 1906. يلعب النادي في دوري التحدي السويسري.